# Epidemia (gruppo musicale)
(Se stai cercando altri risultati, cerca Epidemia (disambigua))
Gli Epidemia sono un gruppo power metal russo, originario di Mosca, uno dei più importanti della scena sovietica metal insieme agli Aria ed i Master.

## Storia
La band è stata formata dal chitarrista Yuri Melisov nel 1995. Ha pubblicato un EP in russo chiamato Phoenix nel 1995.
Nel 1999 la band abbandona il russo come idioma pubblica il disco d'esordio At the Edge of Time, ma rimane praticamente sconosciuta, fino all'uscita del loro secondo album The Riddle of the Faerie Land, che riscuote il successo della band in Regno Unito, in Francia, in Scandinavia, in Russia e in tutta l'Europa Orientale. Nel 2002 la band riceve la nomina agli MTV Music Awards come "miglior gruppo russo" e come "miglior artista alternativo".
Nel 2004, con l'uscita del loro terzo album Elven Manuscript (El'fiyskaya rukopis' è il sottotitolo russo), la band assume sonorità sinfonico-orchestrali.
Nel 2005 esce il loro ultimo disco Living in Twilight, album che raccoglie tutti gli inediti e le canzoni precedenti non inserite nei loro album.

## Formazione

### Formazione attuale
- Ilya Mamontov - chitarra
- Yuri Melisov - chitarra
- Dmitry Ivanov - tastiere
- Dmitry Krivenkov - batteria

## Discografia

### Demo
- Demo - 1995

### EP
- Will for Life - 1998
- Angel of Twilight - 2009

### Album in studio
- At The Edge Of Time - 1999
- The Riddle of the Faerie Land - 2001
- Elven Manuscript - 2004
- Livin' In Twilight - 2005
- Elven Manuscript: Saga For All Times - 2007
- The Road Home - 2010